# 巴夫拉

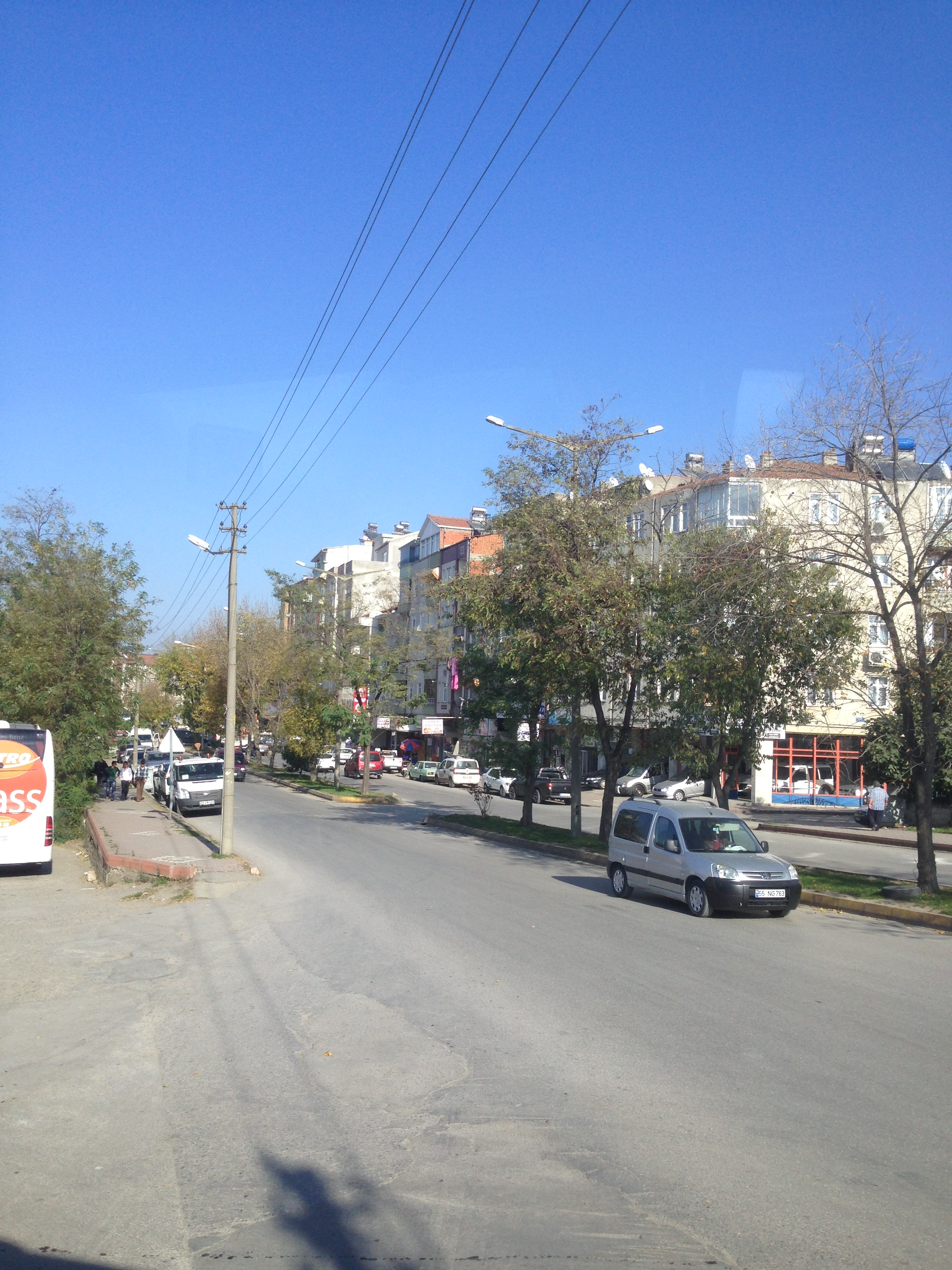
A view of Bafra district

巴夫拉是土耳其的城鎮，由薩姆松省負責管轄，位於該國北部，距離首府薩姆松51公里，面積1,750平方公里，海拔高度20米，主要經濟活動是農業、畜牧業和漁業，2010年人口86,569。
41°34′N 35°54′E / 41.567°N 35.900°E